# Contea di Mitchell (Carolina del Nord)
La contea di Mitchell in inglese Mitchell County è una contea dello Stato della Carolina del Nord, negli Stati Uniti. La popolazione al censimento del 2000 era di 15 687 abitanti. Il capoluogo di contea è Bakersville.